# Sébastien
Sébastien ist ein männlicher Vorname und die französische Form von Sebastian.

## Namensträger
- Sébastien Barberis (* 1972), Schweizer Fußballspieler
- Sébastien Bassong (* 1986), französischer Fußballspieler
- Sébastien Bisaillon (* 1986), kanadischer Eishockeyspieler
- Sébastien Boisseau (* 1974), französischer Jazzmusiker
- Sébastien Bordeleau (* 1975), französisch-kanadischer Eishockeyspieler
- Sébastien Bosquet (* 1979), französischer Handballspieler
- Sébastien Bourdais (* 1979), französischer Rennfahrer
- Sébastien Bourdon (1616–1671), französischer Maler
- Sébastien Briat (1982–2004), französischer Atomkraftgegner, bei Atomtransport gestorben
- Sébastien de Brossard (1655–1730), französischer Komponist, Autor und Musikschriftsteller
- Sébastien Buemi (* 1988), Schweizer Rennfahrer
- Sébastien Caron (* 1980), kanadischer Eishockeytorwart
- Sebastien Cattelan (* 1976), französischer Profi-Kitesurfer
- Sébastien Cauet (* 1972), französischer Showmaster, Entertainer, Moderator und Musiker
- Sébastien Chabal (* 1977), französischer Rugbyspieler
- Sébastien Chabbert (* 1978), französischer Fußballtorwart
- Sébastien Charpentier (Rennfahrer) (* 1973), französischer Motorradrennfahrer
- Sébastien Charpentier (Eishockeyspieler) (* 1977), kanadischer Eishockeytorwart
- Sébastien Chavanel (* 1981), französischer Radrennfahrer
- Sébastien Chevallier (* 1987), Schweizer Beachvolleyballspieler
- Sébastien Corchia (* 1990), französischer Fußballspieler
- Sébastien Debs (* 1992), französisch-libanesischer E-Sportler
- Sébastien Duret (* 1980), französischer Radrennfahrer
- Sébastien Epiney (* 1967), Schweizer Skibergsteiger und Marathonläufer
- Sébastien Érard (1752–1831), französischer Instrumentenbauer
- Sébastien Faure (1858–1942), französischer Anarchist
- Sébastien Feller (* 1991), französischer Schachgroßmeister
- Sébastien Flute (* 1972), französischer Bogenschütze
- Sébastien Foucan (* 1974), französischer Extremsportler, Mitbegründer der Sportart Parkour
- Sébastien Foucras (* 1971), französischer Freestyle-Skier
- Sébastien Fournier (* 1971), Schweizer Fußballspieler
- Sébastien Fournier-Bidoz (* 1976), französischer Skirennläufer
- Sébastien Frey (* 1980), französischer Fußballtorhüter
- Sébastien Godefroid (* 1971), belgischer Segler, Weltmeister und Trainer
- Sébastien Grimaldi (* 1979), französischer Fußballspieler
- Sébastien Grosjean (* 1978), französischer Tennisspieler
- Sébastien Hamel (* 1975), französischer Fußballtorhüter
- Sébastien Harbonnier (* 1984), französischer Radrennfahrer
- Sébastien Hinault (* 1974), französischer Radrennfahrer
- Sébastien Ivars (* 1987), französischer Straßenradrennfahrer
- Sébastien Japrisot (1931–2003), französischer Journalist, Drehbuchautor und Schriftsteller
- Sébastien Joly (* 1979), französischer Radrennfahrer
- Sébastien Lacroix (* 1983), französischer Nordischer Kombinierer
- Sébastien Lareau (* 1973), kanadischer Tennisspieler
- Sébastien de l’Aubespine (1518–1582), französischer Kleriker und Diplomat
- Sébastien Le Clerc (1637–1714), französischer Radierer und Kupferstecher
- Sébastien Le Toux (* 1984), französischer Fußballspieler
- Sébastien Léger (* 1979), französischer Musiker, Labelgründer und DJ
- Sébastien Lifshitz (* 1968), französischer Drehbuchautor und Regisseur
- Sébastien Loeb (* 1974), französischer Rallyefahrer
- Sébastien Mamerot (~1435–~1490), französischer Gelehrter und Schriftsteller
- Sébastien Maté (* 1972), französischer Fußballtorhüter
- Sébastien Minard (* 1982), französischer Radrennfahrer
- Sébastien de Montfalcon (1489–1560), Bischof von Lausanne
- Sébastien Ogier (* 1983), französischer Rallyefahrer
- Sébastien Ostertag (* 1979), französischer Handballspieler
- Sébastien Parotte (* 1984), belgischer Sänger, Bass
- Sébastien Pauchon (* 1971), Schweizer Spieleautor und -verleger
- Sébastien Pichot (* 1981), französischer Skirennläufer
- Sébastien Pocognoli (* 1987), belgischer Fußballspieler
- Sébastien Puygrenier (* 1982), französischer Fußballspieler
- Sébastien Rasles (1657–1724), Jesuit und Missionar der Abenaki
- Sébastien Rémy (* 1974), luxemburgischer Fußballspieler
- Sébastien Reuille (* 1981), Schweizer Eishockeyspieler
- Sébastien Rosseler (* 1981), belgischer Radrennfahrer
- Sébastien Roth (* 1978), Schweizer Fußballtorhüter
- Sébastien Rouget (* 1969), belgischer Geschwindigkeitsskifahrer
- Sébastien Schemmel (* 1975), französischer Fußballspieler
- Sébastien Singer (* 1974), Schweizer Cellist
- Sébastien Squillaci (* 1980), französischer Fußballspieler
- Sébastien Tellier (* 1975), französischer Sänger und Songwriter
- Sébastien Texier (* 1970), französischer Jazz-Saxophonist
- Sébastien Truchet (1657–1729), französischer Priester und Mathematiker
- Sébastien Turgot (* 1984), französischer Radrennfahrer
- Sébastien Vaillant (1669–1722), französischer Botaniker
- Sébastien Le Prestre de Vauban (1633–1707), französischer General und Festungsbaumeister, Marschall von Frankreich
- Sébastien Vieilledent (* 1976), französischer Ruderer
- Sébastien Wüthrich (* 1990), Schweizer Fußballspieler

## Familienname
- Lina Jacques-Sébastien (* 1985), französische Sprinterin